# Wilmington (contea di Will, Illinois)
Wilmington è un comune degli Stati Uniti d'America, situato nello Stato dell'Illinois, nella contea di Will.